# Quốc kỳ Djibouti

Quốc kỳ Djibouti

Quốc kỳ Djibouti (tiếng Ả Rập: علم جيبوتي; tiếng Pháp: Drapeau de Djibouti) gồm ba dải ngang màu lam, lục,  theo thứ tự từ trên xuống dưới. Mé cán cờ có một hình tam giác cân màu trắng.